# 愛知県立豊橋南高等学校
愛知県立豊橋南高等学校（あいちけんりつ とよはしみなみ こうとうがっこう）は、愛知県豊橋市南大清水町字元町に所在する県立高等学校。

## 概要
地元では南高（みなみこう）、もしくは単に南（みなみ）と呼ばれる。
校訓は「厳にして自由」。細かな校則がなく自主的な活動をする生徒の姿、緑豊かな環境から第4代校長が述べた言葉に由来する。
校章は南の「M」と付近に群生する「のはなしょうぶ」からデザインされた。
普通科は2年次から文理に分かれる。
2015年（平成27年）には応援団が復活した。

## 沿革
- 1972年（昭和47年）- 愛知県立時習館高等学校二川・高豊分校（共に家政科）を統合。独立校に昇格し創立。独立にあたって普通科を新規設置。
- 1973年（昭和48年） - 学校群制度開始によって、普通科は愛知県立時習館高等学校と豊橋第一学校群（通称：豊橋一群、いちぐん）を組み、総合選抜を開始。家政科は単独選抜。
- 1984年（昭和59年） - 全日本学校環境緑化コンクールで特選文部大臣賞を受賞。
- 1989年（平成元年） - 学校群制度廃止。複合選抜制度開始。
- 1995年（平成7年）- 家政科を生活デザイン科に改名。
- 2018年（平成30年）- 普通科に教育コース（ミナミ エデュ）が開設。

## 通学圏
- 豊橋市中心部および南東部が中心。

## 卒業生
- 3回生（1976年卒業） 伊沢勉 - 俳優
- 4回生（1977年卒業） 青木康晋 - 元朝日新聞出版代表取締役社長・会長、元週刊朝日編集長、Gakken顧問、東日本国際大学副学長
- 4回生（1977年卒業）植村秀樹 - 国際政治学者、流通経済大学教授、著書『暮らして見た普天間』（吉田書店）など
- 4回生（1977年卒業）河惣益巳 - 漫画家、代表作『ツーリング・エクスプレス』『サラディナーサ』（ともに白泉社）など。河惣はペンネーム
- 4回生（1977年卒業） 近藤克則 - 千葉大学教授、日本福祉大学客員教授、医学博士、社会福祉学博士、著書『健康格差社会 何が心と健康を蝕むのか』（医学書院）など
- 4回生（1977年卒業） 鈴木克明 - 元フジテレビ専務取締役、元テレビ西日本代表取締役社長、元「めざましテレビ」チーフプロデューサー
- 4回生（1977年卒業）林克彦 - 経済学者、流通経済大学教授、著書『現代企業のロジスティクス』（中央経済社）など
- 6回生（1979年卒業） 神野吾郎 - サーラエナジー代表取締役会長、サーラコーポレーション代表取締役社長、豊橋商工会議所会頭
- 7回生（1980年卒業） 浅井由崇 - 前豊橋市長、元愛知県議会議員
- 7回生（1980年卒業） 新藤悦子 - 児童文学作家、ノンフィクション作家、ファンタジー小説家
- 12回生（1985年卒業） 熊谷章洋 - フリーアナウンサー
- 17回生（1990年卒業） 大木香乃 - フリーアナウンサー
- 19回生（1992年卒業） 山口拓己 - PR TIMES創業者・代表取締役社長
- 28回生（2001年卒業） 山本左近 - 元F1ドライバー、衆議院議員
- 34回生（2007年卒業） GEN（04 Limited Sazabys） - ロックバンド
- 43回生（2016年卒業） 佐藤佳穂（SKE48） - アイドル

## 交通機関
- 豊橋鉄道渥美線 大清水駅から徒歩で約7分。
- 豊鉄バス：レイクタウン線「南高校前」バス停下車。